# АЭС Борселе
АЭС «Борселе» (нидерл. Kernenergiecentrale Borssele) — единственная действующая в Нидерландах атомная станция, которая, в свою очередь, состоит из единственного блока с реактором PWR (водо-водяного), сданного в эксплуатацию 26 октября 1973 года. Станция располагается в Борселе.

## История
Борселеская атомная электростанция была построена компанией Siemens и функционирует с 1973 года. Первоначально она была построена для производства и поставки сравнительно дешевого электричества. В 2006 году были установлены современные паровые турбины, при помощи которых была увеличена мощность с 449 МВт до 485 МВт.
АЭС «Борселе» в течение долгого времени управлялась компанией EPZ, чьи акции были поровну разделены между нидерландскими компаниями «Essent» и «Delta». Первая из них в 2009 году была куплена концерном RWE.

## Ядерное топливо
В июле 2011 года АЭС Борселе получила от правительства разрешение на использование MOX-топлива — смешанного оксидного топлива. Ядерное топливо, которое в данный момент используется на Борсельской электростанции, поставляется из Казахстана. Казахстан является основным источником урана для АЭС.

## Споры
Использования ядерной энергии является спорным вопросом в нидерландской политике. Первая коммерческая АЭС в Нидерландах, Dodewaard, была выведена из эксплуатации в 1997 году только после 28 лет службы. Такое решение было принято на фоне политической оппозиции против ядерной энергии. В 1994 году правительство и парламент решили закрыть АЭС в Борселе. Однако из-за судебных исков со стороны владельцев и работников станции, а также в связи с изменениями в политике правительства в 2002 году, вывод из эксплуатации был отложен до 2013 года, то есть АЭС выработает заявленный срок службы в 40 лет. В последние годы вопрос о ядерной энергии стал менее спорным в Нидерландах. В результате, голландское правительство решило в 2006 году, что Borssele будет продолжать функционировать до 2033 года. В июне 2006 года правительство заключило договор («Borssele-convenant») с владельцами завода, Delta и Essent. Delta и Essent возложили на себя обязательство заплатить 250 млн евро в Фонд НИОКР по возобновляемым источникам энергии в случае получения дополнительной прибыли, в связи с продлением времени работы.

## Инциденты
Начиная с 1980 года, правительство регулярно публикует доклады об инцидентах и нарушениях в работе станции. Общее число нарушений, включая 2010 год, составляет 381. В числе этих нарушений были регулярные сбои в работе систем безопасности и источников аварийного питания.
Таблица неисправностей и аварий на Борселеской АЭС:
| Год           | Число         |               | Год           | Число         |               | Год           | Число         |               | Год           | Число |
| 1980          | 17            | 1990          | 18            | 2000          | 12            | 2010          | 9             |               |               |       |
| 1981          | 16            | 1991          | 23            | 2001          | 9             | 2011          | ?             |               |               |       |
| 1982          | 11            | 1992          | 20            | 2002          | 10            |               |               |               |               |       |
| 1983          | 7             | 1993          | 21            | 2003          | 6             |               |               |               |               |       |
| 1984          | 11            | 1994          | 17            | 2004          | 8             |               |               |               |               |       |
| 1985          | 7             | 1995          | 8             | 2005          | 13            |               |               |               |               |       |
| 1986          | 8             | 1996          | 14            | 2006          | 17            |               |               |               |               |       |
| 1987          | 17            | 1997          | 15            | 2007          | 5             |               |               |               |               |       |
| 1988          | 10            | 1998          | 10            | 2008          | 6             |               |               |               |               |       |
| 1989          | 25            | 1999          | 8             | 2009          | 3             |               |               |               |               |       |
| В итоге: 1980 | В итоге: 1980 | В итоге: 1980 | В итоге: 1980 | В итоге: 1980 | В итоге: 1980 | В итоге: 1980 | В итоге: 1980 | В итоге: 1980 | В итоге: 1980 | 381   |

## Информация об энергоблоках
| Энергоблок | Тип реакторов    | Мощность | Мощность | Начало строительства | Физпуск    | Подключение к сети | Ввод в эксплуатацию | Закрытие |
| Энергоблок | Тип реакторов    | Чистый   | Брутто   | Начало строительства | Физпуск    | Подключение к сети | Ввод в эксплуатацию | Закрытие |
| ---------- | ---------------- | -------- | -------- | -------------------- | ---------- | ------------------ | ------------------- | -------- |
| Борселе    | PWR, 2-loops KWU | 495 МВт  | 515 МВт  | 01.07.1969           | 20.06.1973 | 04.07.1973         | 26.10.1973          | —        |